# Nicolás Olsak
Nicolás Olsak (Hebreeuws: ניקולס אלסק) (Buenos Aires, 25 november 1991) is een Argentijns-Israëlisch voetballer die doorgaans als middenvelder speelt.

## Carrière
Nicolás Olsak werd geboren in Argentinië als zoon van Joodse ouders. Naast de Argentijnse en Israëlische nationaliteit bezit hij ook een Pools paspoort. Op jonge leeftijd vertrok hij naar de Verenigde Staten, waar hij voor Belmont Bruins, het voetbalelftal van Belmont University, ging voetballen. In 2014 kwam hij in Israël terecht via een organisatie die jongeren van Joodse afkomst op vakantie naar Israël laat gaan. Hier ging hij op proef bij Hapoel Ironi Nir Ramat HaSharon, maar hier kreeg hij geen contract aangeboden. Hij kreeg wel een contract bij Maccabi Kabilio Jaffa FC, een club die werd opgericht door fans van de opgeheven club Maccabi Jaffa FC. Met deze club speelde Olsak één seizoen op het derde niveau van Israël, waarna hij alsnog bij Hapoel Ironi Nir Ramat HaSharon tekende. Met deze club speelde hij een seizoen op het tweede niveau, waarna hij in 2016 de overstap maakte naar competitiegenoot Maccabi Netanja. Met deze club promoveerde hij in het seizoen 2016/17 naar het hoogste niveau door kampioen te worden van de Liga Leumit. Na drie seizoenen in de Ligat Ha'Al vertrok hij transfervrij naar RKC Waalwijk. Daar kwam hij in de eerste zeven wedstrijden van het seizoen in actie in de Eredivisie maar speelde daarna nauwelijks meer. In februari 2021 ging hij naar Beitar Jeruzalem.

### Statistieken
| Seizoen                        | Club                     | Land           | Competitie     | Competitie | Competitie | Beker | Beker | Overig | Overig | Totaal | Totaal |
| Seizoen                        | Club                     | Land           | Competitie     | Wed.       | Dlp.       | Wed.  | Dlp.  | Wed.   | Dlp.   | Wed.   | Dlp.   |
| ------------------------------ | ------------------------ | -------------- | -------------- | ---------- | ---------- | ----- | ----- | ------ | ------ | ------ | ------ |
| 2014/15                        | Maccabi Kabilio Jaffa FC | Israël         | Liga Alef      | 30         | 1          | 3     | 0     | –      | –      | 33     | 1      |
| 2015/16                        | Hapoel Ramat HaSharon    | Israël         | Liga Leumit    | 32         | 0          | 2     | 0     | 3      | 1      | 37     | 1      |
| 2016/17                        | Maccabi Netanja          | Israël         | Liga Leumit    | 29         | 2          | 0     | 0     | 3      | 0      | 32     | 2      |
| 2017/18                        | Maccabi Netanja          | Israël         | Ligat Ha'Al    | 35         | 1          | 1     | 1     | 3      | 0      | 39     | 2      |
| 2018/19                        | Maccabi Netanja          | Israël         | Ligat Ha'Al    | 29         | 1          | 5     | 1     | 5      | 0      | 39     | 2      |
| 2019/20                        | Maccabi Netanja          | Israël         | Ligat Ha'Al    | 20         | 0          | 1     | 1     | 3      | 1      | 24     | 2      |
| 2020/21                        | RKC Waalwijk             | Nederland      | Eredivisie     | 10         | 0          | 0     | 0     | –      | –      | 10     | 0      |
| Carrièretotaal                 | Carrièretotaal           | Carrièretotaal | Carrièretotaal | 175        | 5          | 12    | 3     | 17     | 2      | 204    | 10     |
| Bijgewerkt op 22 augustus 2017 |                          |                |                |            |            |       |       |        |        |        |        |